# Quernaphis chui
Quernaphis chui är en insektsart. Quernaphis chui ingår i släktet Quernaphis och familjen långrörsbladlöss. Inga underarter finns listade i Catalogue of Life.